# 伯格曼 (姓氏)
伯格曼 或者 貝格曼（Bergmann, Bergman）可以指：

## 人物
Bergmann
- 古斯塔夫·伯格曼（Gustav Bergmann，1906年5月4日－1987年4月21日），奧地利猶太裔美國哲學家。
- 理查德·伯格曼（英語：Richard Bergmann，1919年4月10日－1970年4月5日），奧地利和英國男子乒乓球運動員。
- 卡尔·克里斯琴·伯格曼（德語：Carl Georg Lucas Christian Bergmann，1814年5月18日－1865年4月30日），德國解剖學家和生理學家。

Bergman
- 弗克·貝格曼（Folke Bergman，1902年－1946年），瑞典探險家和考古學家。
- 卡琳·伯格曼（德語：Karin Bergman，1889年－1966年），瑞典演員。
- 英格玛·伯格曼（瑞典语：Ernst Ingmar Bergman，1918年—2007年7月30日），瑞典导演，卡琳·伯格曼的儿子。
- 英格丽·褒曼（瑞典语：Ingrid Bergman，1915—1982年），瑞典演員。
- 马莉·凯·伯格曼（英語：Mary Kay Bergman，1961年6月5日－1999年11月11日），美國配音演員、動畫配音老師。

|  | 本页或本分段罗列了姓氏为「伯格曼 (姓氏)」的人物。 如果是一个指代特定个人的内链将您引导到本页，請考慮修正該人物的名字以將链接指向正確的條目。 |